# Scolopendra dalmatica
Scolopendra dalmatica – gatunek niewielkiej europejskiej skolopendry, zamieszkujący tereny Dalmacji. Dorosłe osobniki mogą mierzyć do 8 cm długości. Ciało w tonacji ciemnooliwkowej przechodzącej w stalowoszarą. Odnóża oraz czułki w kolorze niebieskim. Czułki zbudowane z 16 do 21 członów, z czego pierwsze 6 jest połyskujących.

## Występowanie
Chorwacja; Dalmacja. Biotop, w którym występuje to typowy krajobraz basenu Morza Śródziemnego – lasy oraz zarośla krzewiaste – makia.